# Antoni Ruiz Negre
Antoni Ruiz Negre (Valencia, 1938) es un dramaturgo español en lengua valenciana y castellana, fundador de la Taula Valenciana d'Autors Teatrals.
Fue miembro de la junta directiva de la AAT (Asociación de Autoras y Autores de Teatro), de la Asociación Colegial de Escritores de España, i de la Asociación de Autores de Teatro en Madrid, donde ejerció varios cargos directivos. Presidió la Taula Valenciana d'Autors Teatrals desde 1990 hasta 1996, y es miembro de la Associació d'Escritors en Llengua Valenciana.
Su obra literaria, que comprende el drama histórico, la comedia i el café-teatro, está escrita en valenciano según la normativa lingüística de la Real Acadèmia de Cultura Valenciana (las conocidas como Normas del Puig), distinta de la oficial de la Academia Valenciana de la Lengua. Buena parte de sus obras teatrales han sido también publicadas en español y tiene dos obras publicadas en esperanto. Es autor de obras narrativas y traductor al valenciano de las novelas de Vicente Blasco Ibáñez Arroz y tartana i Flor de mayo. También es autor del Diccionari valencià de sinònims, afins i antònims de la RACV.

## Obra publicada

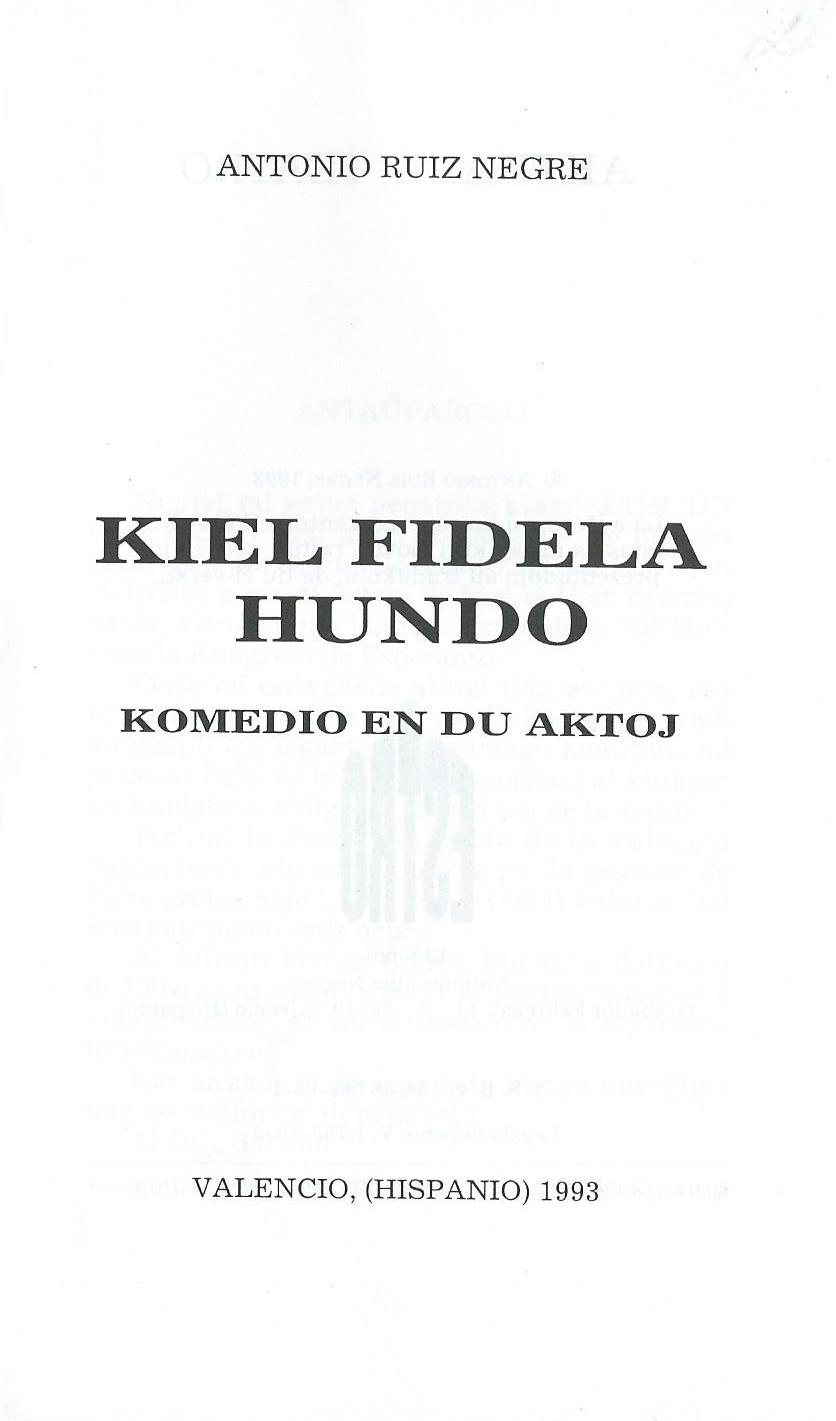
Versión en esperanto de Kiel fidela hundo. 1993

### Teatro

#### En valenciano
- 1992 - Tres comedies curtes (I): ¡A mi, no!; Navellos, 18; L'hostal del Llorer. Taula Valenciana d'Autors Teatrals. ISBN 978-84-604-2679-0
- 1993 - Seqüestrades: comedia dramatica en dos actes. Junta Central Fallera. ISBN 978-84-606-1578-1
- 1993 - Com un gos fidel: comedia en dos actes. Del Senia al Segura. ISBN 978-84-85446-48-3
- 1994 - Tres comedies curtes (II) La foto; Que estem esperant-la; Paella de marisc.Taula Valenciana d'Autors Teatrals.
- 1995 - Blanc de negre. Acció Bibliogràfica Valenciana. ISBN 978-84-920569-2-7
- 1999 - Teatre d'intriga: Com un dolç molt amarc; Ad este costat de la llinia; En tot el cor. Acció Bibliogràfica Valenciana. ISBN 978-84-95245-02-1
- 2001 - ¡Quína familia! Taula Valenciana d’Autors Teatrals. ISBN 84-931034-1-1
- 2003 - Trilogia de la coentor: La foto; Felisa; Benibufit. Taula Valenciana d'Autors Teatrals. ISBN 84-931034-7-0
- 2005 - «Quant més amigues», dins 15 anys, monolecs. Taula Valenciana d’Autors Teatrals - Diputación de Valencia. ISBN 978-84-932597-7-8
- 2005 - «Selena», dentro de Goles en clam. Editorial L'Oronella. ISBN 978-84-89737-77-8
- 2006 - Tres comèdies curtes (III): Divorciades; Fondos reservats: L'infern. Taula Valenciana d'Autors Teatrals. ISBN 84-935513-0-9
- 2012 - Antologia de comèdies teatrals d'Antoni Ruiz Negre. Edicions Mosseguello. ISBN 978-84-940548-2-2

#### En español
- 1993 - Un denario de cobre: comedia en dos actos. Ediciones Antonio Ruiz Negre. ISBN 978-84-88563-01-9
- 1995 - Él no lo haría. Ediciones Antonio Ruiz Negre. ISBN 978-84-88563-12-5
- 2002 - «La broma», dentro de Maratón de monólogos 2002. Asociación de Autores de Teatro. ISBN 978-84-88659-28-6
- 2003 - «Selena», dentro de Maratón de monólogos 2003. Asociación de Autores de Teatro. ISBN 978-84-88659-39-2
- 2000 - Trío de hecho. Albufera literaria, S.L. ISBN 978-84-607-0604-5
- 2002 - Me vuelvo a casa. Asociación Autores Teatro. ISBN 84-88659-33-4

#### En esperanto
- 1993 - Kiel fidela hundo. Ediciones Antonio Ruiz Negre. ISBN 978-84-88563-05-7
- 2003 - Intrigo-teatro. Grupo Esperanto de Valencia. ISBN 978-84-607-8334-3

### Narrativa
- 2000 - Del meu recort. Del Senia al Segura. ISBN 978-84-85446-65-0
- 2000 - «¿Que no coneix a Ramón?» dentro de Clams de vida. AELLVA, L’Oronella. ISBN 978-84-89737-71-6
- 2009 - «Assistenta per hores», dentro de Clams en llibertat. L’Oronella. ISBN 978-84-96472-34-1

### Traducciones al valenciano
- 2017 - Arròs i tartana, de Vicente Blasco Ibáñez. L'Oronella - Foment de les Lletres Valencianes. ISBN 978-84-945884-6-4
- 2018 - Flor de Maig, de Vicente Blasco Ibáñez. L'Oronella - Foment de les Lletres Valencianes. ISBN 978-84-945884-9-5

### Lingüística
- 1994 - Diccionari de sinònims, idees afins i contraris. Del Senia al Segura. ISBN 978-84-85446-51-3
- 2004 - Diccionari valencià de sinònims, afins i antònims. Real Acadèmia de Cultura Valenciana. ISBN 978-84-96068-56-8

### Otras publicaciones
- 2014 - Efemèrides i curiositats valencianes. Edicions Mosseguello. ISBN 978-84-940548-6-0